# Lorenzo Ventavoli
Lorenzo Ventavoli (Torino, 9 giugno 1932) è un saggista, critico cinematografico e storico del cinema italiano.

## Biografia
Di origini toscane, figlio di Giordano Bruno Ventavoli, esercente e distributore cinematografico, e nipote di Lorenzo Ventavoli, eletto deputato nel 1919, continuò l'attività del padre a partire dal 1948 e per tutti gli anni Cinquanta e Sessanta. Inoltre praticò a livello agonistico il canottaggio e, con lo pseudonimo Venanzio Revolt, scrisse molti testi teatrali. In seguito fu critico cinematografico collaborando ad alcune riviste, nonché autore di diversi saggi sul cinema (tra i quali due dedicati al produttore e regista Giorgio Venturini e al pittore e scenografo Italo Cremona) e occasionalmente collaborò alla produzione (con Serge Silberman, per La via lattea di Luis Buñuel). Curò i dialoghi italiani di L'uomo venuto dalla pioggia di René Clément e Qualcuno dietro la porta di Nicolas Gessner e fu attore in tre film. Il figlio, Bruno Ventavoli, divenne anch'esso critico cinematografico e saggista.

## Opere
- Fin che c'è gioventù. Scritti 1960-1990, Torino, Museo Nazionale del Cinema, 1990.
- Pochi, maledetti e subito. Giorgio Venturini alla Fert (1952-1957), Torino, Museo Nazionale del Cinema, 1992.
- La curiosa industria. Italo Cremona, un pittore al cinema, Torino, Lindau, 1997, ISBN 88-7180-146-6.
- Officina Torinese. Una passeggiata in 100 anni di cinema, Torino, Lindau, 2000.

## Filmografia

### Attore
- Preferisco il rumore del mare, regia di Mimmo Calopresti (2000)
- Il divo, regia di Paolo Sorrentino (2008)
- Mirafiori Lunapark, regia di Stefano Di Polito (2014)